# Озтюрк, Сезер
Сезер Озтюрк (тур. Sezar Öztürk; 3 ноября 1985, Фельберт) — турецкий футболист, полузащитник.

## Карьера
Сезер с 1996 по 2006 выступал за юношеские и молодёжные команды «Байера». В главной команде дебютировал в сезоне 2004/05, приняв участие в семи матчах Бундеслиги. На следующий год для получения игровой практики Озтюрк был отдан в аренду в бельгийский «Беерсхот».
В январе 2006 Сезер перешёл в «Нюрнберг», который уже в конце сезона покинул, отправившись в турецкий «Манисаспор».

## Достижения
- Обладатель Кубка Турции — 2011/12, 2012/13